# Јапанска инвазија на Тајван 1895.
Јапанска инвазија на Тајван 1895 је рат између Јапана и краткоживуће Републике Формозе. Рат је избио након што је династија Ћинг предала острво Тајван Јапану према споразуму из Шимонисекија. Сукоб је трајао два месеца и у њему је страдало 14.000 становника Формозе и 5.000 Јапанаца, углавном од болести.

## Увод
Први кинеско-јапански рат приближавао се крају и Јапанско царство је закључило да је добило рат. Влада Јапана је сматрала да Јапан треба да добије Тајван и полуострво Љаотунг. Око 15.000 јапанских војника је кренуло 15. марта 1895. да заузме Пескадорска острва, надајући се да ће осигурати базу у Тајванском пролазу и на тај начин прислити Кину да преда Тајван. Јапанска војска се искрцала 23. марта на Пескадорска острва. 
На острвима је било 15 батаљона кинеских војника, односно укупно 5.000 војника. Кинези су због ниског морала пружили слаб отпор, па су Јапанци за два дана заузели острва. Међутим 1.000 Јапанаца је подлегло суптропским болестима. Када је Јапан освојио Пескадорска острва Кина је била присиљена да пристане на јапанске захтеве.

## Ток рата
Споразум у Шимонисекију је потписан 17. априла 1895. По томе споразуму Тајван постаје јапански. Међутим делови локалног племства и продинсатички службеници су одлучили да се одупру предаји Јапану. Прогласили су Републику Формозу 23. маја 1895. са Танг Чинг-Сунгом као првим председником. Генерал Ли Јунг-Фу је проглашен првим командантом војске, а Чи Фенг-Чиа командантом милиције. Влада Формозе се надала да ће интервенисати велике силе, јер је Тајван био погодан за трговину и велики снабдевач угља за бродове који пролазе крај Тајвана. Међутим ниједна од великих сила није била вољна да интервенише да не би покварила односе са Јапаном, који је постајао све активнији на међународној сцени.

## Подручје Тајпеја
Јапански генерал Кабајама Сукенори је 10. маја именован као први гувернер Тајвана и добио је команду над свим јединицама намењеним сламању отпора на Тајвану. Под командом јапанског принца Киташиракаваномија Јошихисе 7.000 Јапанаца се 29. маја искрцало на плажу Ауди у северном Тајвану и тада је започео рат. Први већи сукоб био је 3. јуна код једне тврђаве крај града Килунга. Јапанци су заузели тврђаву уз мале губитке. Заузели су Килунг истога дана поподне, након што су команданти напустили град и гарнизон без водства.
Када су вести о поразу допрле 4. јуна до Тајпеја председник Танг и главни командант милиције су напустили Тајван. Пошто су остали вез вођства и без плате војска у Тајпеју је напустила положаје и започели су да пљачкају град. Јапанци су уз помоћ једног локалног бизнисмена Ку Ксијен-јунга 11. јуна заузели Тајпеј и успоставили ред у граду. После тога Јапанци су заузели Тамсуј беу испаљеног метка. Ли Јунг-фу је био проглашен председником Формозе и преселио се у град Тајнан. Прва фаза рата завршила се 18. јуна. Јапан је контролисао Тајпеј. Јапан је дотада узгубио само 7 војника, а Кинези 200.

## Северни Тајван
Јапански адмирал Кабајама је 14. јуна стигао у Тајпеј и прогласио је успоствљање влде на новим територијама. Послао је неколико хиљада јапанских војника да заузму Таојуан и Синчи. Није очекивао неки отпор, али претходница јапанских снага наишла је на жесток отпор Хака милиције близу Синчија. Милиција је поставаљала Јапанцима заседе у и око града и упустила се у тешке борбе са Јапанцима на планинама. Јапанци су имали надмоћније оружје, а и били су бројнији, па су победили снаге милиције. Преостали Кинези су се 23. јула повукли у Миаоли.
Јапанци су добили једну дивизију гарде као појачање, па су 8. августа кренули према Миаолију. После неколико дана тешке борбе на планинама према граду Јапанци су 14. августа заузели Миаоли. Тиме су завршени већи сукоби на северу Тајвана. За време тога сукоба Јапанци су изгубили много снабдевања, јер је милиција оперисала иза непријатељских линија. Једни извори тврде да су Јапанци прибегавали неселективном убијању локалног становништва да би спречили активности милиције.

## Централни и јужни Тајван
Царска јапанска гарда је 23. августа заузела Даду у средишњем Тајвану и запретили су заузимањем тврђаве Багуа. Хиљаде чланова милиције је тада кренуло да помогне посади Багуа тврђаве. Јапанци су 27. августа започели велики напад познат као битка код Багушана. Око 15.000 Јапанаца је након два дана крваве борбе прса о прса истерало 5.000 Кинеза. Хиљаде Кинеза је страдало у тој бици. Иако су победили Јапанци нису могли да наставе са офанзивом. Били су уморни, а претио им је и гарнизон у Тајнану под командом председника Формозе Лиа. Јапански адмирал Кабајами је наредио да се Јапанци искрцају на два различита места крај Тајнана. На тај начин би опкољавали Тајнан из три смера. При томе покушају искрцавања наишли су на жесток отпор. У тој бици страдао је и јапански принц. Након тешких борби Јапанци су успела да заузму оба града важна за опкољавање Тајнана. 
Када је 19. октобра схватио да је изгубио рат председник Формозе Ли Јунг-фу се прерушио у баку и побегао британским бродом преко мора у Кину. Тајнан је капитулирао 23. октобра. Рат је био завршен. Започела је нова ера јапанске администрације на Тајвану.

## Последице
Као резултат рата Тајван је био чврсто по јапанском управом. Све јединице регуларне кинеске војске на Тајвану су распуштене или послане у континенталну Кину. Међутим милиција је наставила још двадесет година са отпором, па је присилила јапанску владу да усвоји чврсторукашку политику у односу са локалним становништвом. Ку Ксијен-Јунг, који је пустио Јапанце у Тајпеј добио је ексклузивна пословна права на Тајвану, па је постао најбогатији Тајванац свога времена. Његов син Ку Чен-Фу основао је Кус групу, која доминира у модерном Тајвану.